# Elton (Herefordshire)
Pour les articles homonymes, voir Elton.
Elton est une paroisse civile et un village du Herefordshire, en Angleterre.